# Gejza Bukowski von Stolzenburg

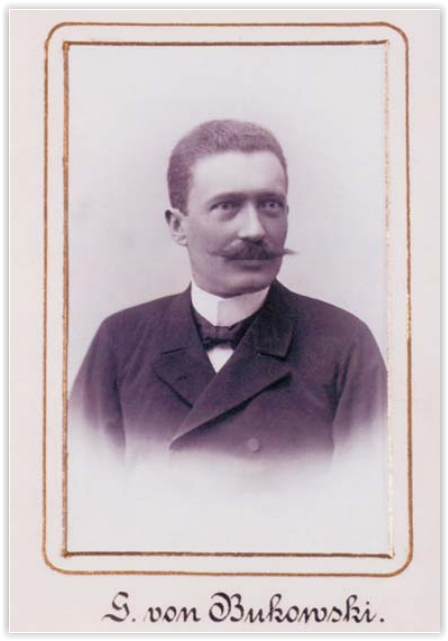

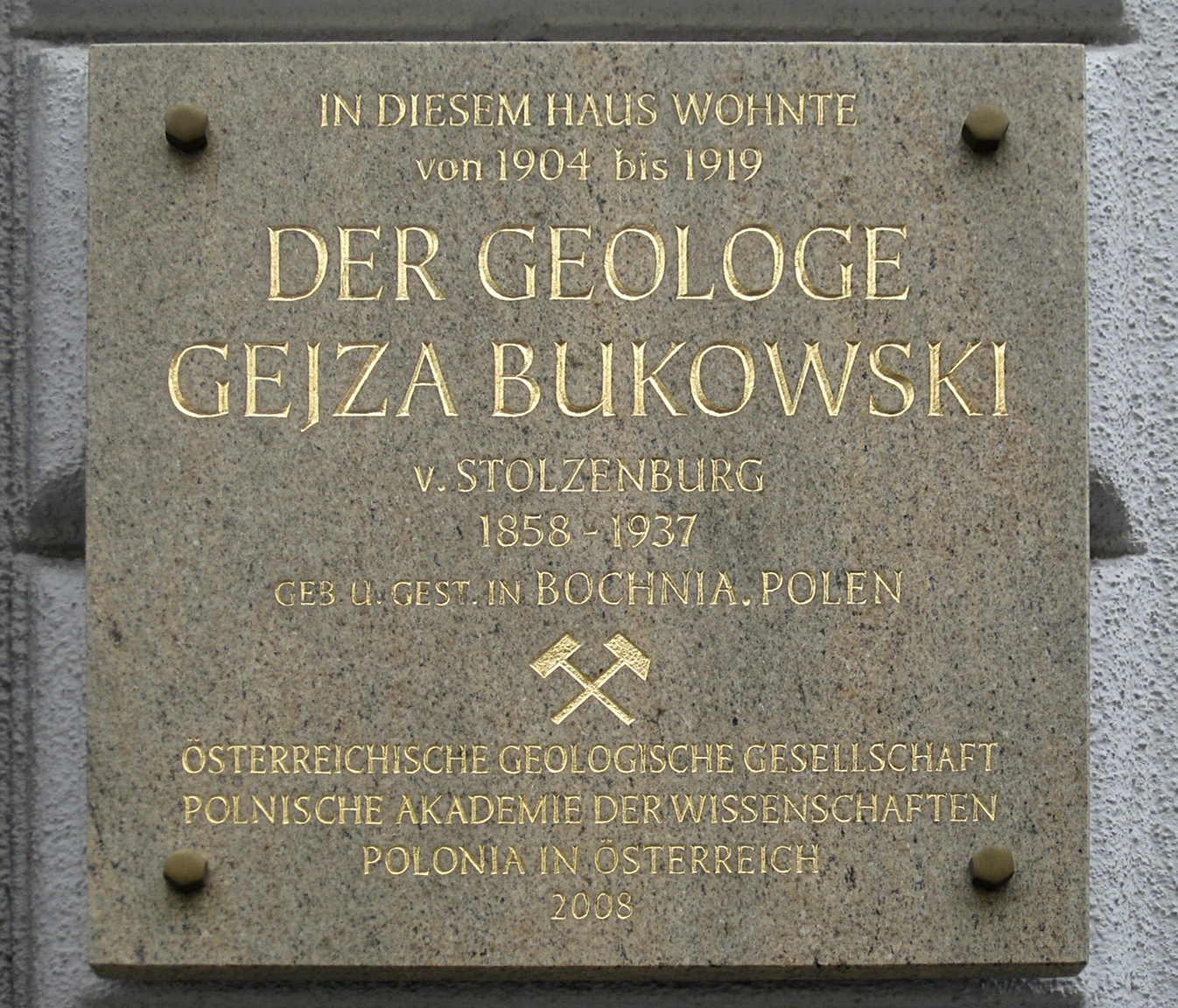
Gedenktafel in der Hansalgasse 3 in Wien

Gejza Bukowski von Stolzenburg, auch Gejza von Bukowski (* 25. November 1858 in Bochnia, Galizien; † 1. Februar 1937 ebenda) war ein österreichischer Geologe.
Bukowski von Stolzenburg wurde 1885 an der Universität Wien zum Dr. phil. promoviert. Von 1885 bis 1889 arbeitete er am Paläontologischen Institut der Universität Wien als Assistent. Zwischen 1889 und 1918 war Bukowski von Stolzenburg bei der k. k. geologischen Reichsanstalt in Wien angestellt. Dort hatte er zuletzt die Stelle des Chefgeologen inne. Seit dem Jahre 1893 war er mit der geologischen Kartierung in Süddalmatien befasst, einem Gebiet, in dem bis zu diesem Zeitpunkt die geologischen Verhältnisse weitgehend unbekannt waren.
Von 1918 bis 1937 war er am Państwowy Instytut Geologiczny (Geologisches Staatsinstitut) in Warschau beschäftigt. Bukowski von Stolzenburg erforschte unter anderem Süßwassermollusken aus dem Pliozän sowie das Karbon und die Trias von Jugoslawien.

## Veröffentlichungen (Auswahl)
- Die levantinische Molluscenfauna der Insel Rhodos. In: Denkschriften der Akademie der Wissenschaften 60, 1893, S. 265–306 (zobodat.at [PDF; 4,7 MB]).
- Geologische Detailkarte von Süd-Dalmatien, Blatt Budua. Verlag der k. k. geologischen Reichsanstalt, Wien 1903.
- Erläuterungen zur Geologischen Detailkarte von Süddalmatien, Blatt Budua (Zone 36, Col. XX SW). Wien 1904, 66 S.
- Geologische Detailkarte von Süd-Dalmatien, Blatt Spizza. Südhälfte. Verlag der k. k. Geologischen Reichsanstalt, Wien 1909.
- Geologische Detailkarte von Süd-Dalmatien, Blatt Spizza. Nordhälfte. Verlag der k. k. Geologischen Reichsanstalt, Wien 1909.
- Erläuterungen zur Geologischen Detailkarte von Süddalmatien, Blatt Spizza (Zone 37, Kol. XX) in zwei Teilen (Nordhälfte und Südhälfte). Wien 1912, 104 S.